# لیندن، آلبرتا
لیندن، آلبرتا (به انگلیسی: Linden, Alberta) یک منطقهٔ مسکونی در کانادا است که در آلبرتا واقع شده‌است. لیندن ۸۲۸ نفر جمعیت دارد و ۸۹۰ متر بالاتر از سطح دریا واقع شده‌است.